# Stazione di Vergnasco
La stazione di Vergnasco è una fermata ferroviaria della linea Biella-Santhià del comune di Cerrione, posta nell'omonima frazione e priva di traffico.

## Storia
Realizzato come stazione e dotato dunque di binario d'incrocio, l'impianto fu inaugurato assieme al resto della linea l'8 settembre 1856.
Il 10 luglio 1951, con la scadenza della concessione alla Società Strade Ferrate di Biella (SFB) che aveva fino ad allora esercito la linea, la stessa venne incorporata nella rete statale e l'esercizio degli impianti fu assunto dalle Ferrovie dello Stato.
Il programma di profondo rinnovamento avviato nel 1979, che richiese la chiusura della linea per molti mesi, comportò la trasformazione in fermata, rimanendo in opera il solo binario di corsa.
Dal 2000 la gestione dell'intera linea, e con essa quella della fermata di Vergnasco, passò in carico a Rete Ferroviaria Italiana la quale ai fini commerciali classifica l'impianto nella categoria "Bronze".
Dal 15 dicembre 2013 i treni non vi effettuano più fermata; l'impianto resta tuttavia formalmente attivo.

## Strutture ed impianti
La stazione è dotata di 2 binari passanti, ma soltanto il primo di corretto tracciato è in esercizio, mentre il secondo risulta dismesso ed era utilizzato in passato per incroci o precedenze.
Il fabbricato viaggiatori, adibito ad abitazione privata, è su 2 piani; oltre ad esso era attivo un magazzino merci.